# 넓은머리집박쥐
넓은머리집박쥐(Hypsugo crassulus)는 애기박쥐과에 속하는 박쥐의 일종이다. 앙골라와 카메룬, 콩고, 콩고민주공화국, 코트디부아르, 기니, 케냐, 남수단, 우간다에서 발견된다. 자연 서식지는 아열대 또는 열대 건조림과 습윤 저지대 숲, 습윤 산지림이다.